# جالكة حسين (مقاطعة دالاهو)
جالكة حسين (بالفارسية: ژالکه حسین) هي قرية تقع في قسم بان‌زرده الريفي (مقاطعة دالاهو) في إيران. يقدر عدد سكانها بـ 203 نسمة بحسب إحصاء 2016.